# Royal Blackheath Golf Club
Der Royal Blackheath Golf Club ist einer der ältesten Golfclubs der Welt (möglicherweise der Älteste).

## Entstehungsgeschichte
Nach dem Tod von Königin Elizabeth I. von England im Jahr 1603 zog König Jakob VI. von Schottland in London ein, wo er im Tower of London in Greenwich lebte und auch als König Jakob I. von England bekannt wurde. Mit ihm zogen etwa fünfzig Adlige und ihre Diener in den Süden und das Golfspiel kam nach England. Der Prince of Wales, Henry Frederick, war der Sohn von James I. und es ist bekannt, dass er bereits 1606 mit einigen schottischen Adligen Golf gespielt hat.
Ein für das Golfspiel geeignetes Gelände wurde auf den höher gelegenen Grundstücken von Blackheath hinter dem Palast gefunden. Die Schotten gründeten hierfür einen Verein dessen Gründungsdatum als 1608 angenommen wird, obwohl schriftliche Belege fehlen. Ursprünglich bestand der Golfplatz aus fünf Löchern, bei Wettkämpfen wurde der Platz insgesamt dreimal gespielt. 1844 wurde der Platz auf sieben Löcher erweitert. 1923 fusionierte der Club mit dem nahe gelegenen Eltham Golf Club. 2008 wurde das 400-jährige Vereinsjubiläum gefeiert. Zu diesem Zweck wurde ein Turnier auf den ursprünglichen fünf Löchern von Blackheath gespielt.